# Grand Prix International Costa Azul
Ne doit pas être confondu avec le Grande Prémio Crédito Agrícola de la Costa Azul.
Le Grand Prix International Costa Azul (en portugais : Grande Prémio Internacional Costa Azul) est une course cycliste par étapes, organisée au Portugal. Créé en 1986, il fait partie de l'UCI Europe Tour de 2005 à 2006, en catégorie 2.1. La course n'est plus organisée depuis 2006.

## Palmarès
| Année     | Vainqueur       | Deuxième        | Troisième           |
| --------- | --------------- | --------------- | ------------------- |
| 1986      | Manuel Zeferino |                 |                     |
| 1987      | Manuel Cunha    | António Pinto   | Venceslau Fernandes |
| 1988      | Non-disputé     |                 |                     |
| 1989      | Cayn Theakston  | Eduardo Correia | José Xavier         |
| 1990      |                 |                 |                     |
| 1991      | Carlos Carneiro |                 |                     |
| 1992      | Joaquim Salgado |                 |                     |
| 1993      | Luis Sequeira   | Paulo Couto     | Andrzej Dulas       |
| 1994      | Non-disputé     |                 |                     |
| 1995      | Joaquim Salgado | Pedro Lopes     | José Rosa           |
| 1996      | José Azevedo    |                 | Nuno Alves          |
| 1997-2004 | Non-disputé     |                 |                     |
| 2005      | Rubén Plaza     | Bernhard Eisel  | Enrico Degano       |
| 2006      | Robbie McEwen   | Bernhard Eisel  | Giosuè Bonomi       |